# Jürgen Christian Mertens
Jürgen Christian Michael Mertens (* 24. September 1953) ist ein deutscher Diplomat im Ruhestand. Er war zuletzt von 2017 bis 2020 Botschafter in Argentinien.

## Leben
Nach dem Abitur studierte er Wirtschaftswissenschaften, Geschichte und Politische Wissenschaften und schloss dieses 1978 mit dem Staatsexamen ab. Im Anschluss war er als Wissenschaftlicher Mitarbeiter tätig.
1981 trat er in den Diplomatischen Dienst ein und fand nach Beendigung der Attachéausbildung 1983 zunächst Verwendung an der Botschaft in Kuba und danach von 1986 bis 1990 an der Botschaft in Rumänien. Nach einer anschließenden Tätigkeit bei der Deutschen Delegation bei der Konferenz über Sicherheit und Zusammenarbeit in Europa (KSZE) war er zwischen 1990 und 1992 Mitarbeiter des Referates 421 des Auswärtigen Amtes in Bonn. Im Anschluss war er Leiter des Wirtschaftsreferats an der Botschaft in Mexiko und dann von 1994 bis 1996 Ständiger Vertreter des Generalkonsuls in Miami.
Nach seiner Rückkehr nach Deutschland war er von 1996 bis 2000 Stellvertretender Leiter der Aus- und Fortbildungsstätte des Auswärtigen Amtes und zugleich Leiter der Aus- und Fortbildung für den höheren Dienst. Nach einer anschließenden Tätigkeit als Leiter der Politischen Abteilung sowie der Wirtschaftsabteilung der Botschaft in Indien war er von 2003 bis 2006 in der Protokollabteilung des Bundesaußenministeriums Referatsleiter Internationale Konferenzen, multilaterale Veranstaltungen und Gipfeltreffen (Referat 702).
Zugleich war er von 2005 bis 2008 im Range eines Botschafters Leiter des Organisationsstabs für die deutsche EU-Präsidentschaft sowie des G8-Gipfels in Heiligendamm 2007.
Von August 2008 bis Juli 2012 war Jürgen Christian Mertens als Nachfolger von Michael Glotzbach Botschafter der Bundesrepublik Deutschland in Kolumbien. Sein dortiger Nachfolger wurde im August 2012 Günter Rudolf Knieß, der zuvor Botschafter in Argentinien war.
Ab August 2012 leitete Mertens die Protokollabteilung des Auswärtigen Amtes.
Von August 2017 bis August 2020 war Mertens als Nachfolger des in Ruhestand getretenen Bernhard Graf von Waldersee deutscher Botschafter in Argentinien. 2020 wurde Ulrich A. Sante zu seinem Nachfolger nominiert und Mertens trat in den Ruhestand.